# Juchitán de Zaragoza
 (septembre 2020).
Améliorez-le ou discutez des points à vérifier. 
 (mars 2023).
Si vous disposez d'ouvrages ou d'articles de référence ou si vous connaissez des sites web de qualité traitant du thème abordé ici, merci de compléter l'article en donnant les références utiles à sa vérifiabilité et en les liant à la section « Notes et références ».
Juchitán de Zaragoza, de son nom complet Heroica ciudad de Juchitán de Zaragoza, est une ville du Mexique dans l'État de Oaxaca. Elle compte 74 825 habitants.

## Histoire
Juchitán de Zaragoza est une ville de la vallée d'Oaxaca au Mexique à population majoritairement zapotèque et parlant la langue de cette civilisation vieille de près de deux mille ans.
La solidarité féminine remarquable est à la base de leur société matriarcale. Les femmes sont chefs de famille et lèguent leur nom à leurs enfants au même titre que les hommes. Elles se sont approprié le commerce dans la région et, par conséquent, le pouvoir économique. Les hommes, quant à eux, sont principalement agriculteurs ou pêcheurs, activités moins rémunératrices[réf. souhaitée].
Dans une famille traditionnelle, c'est la femme qui gère le budget du foyer. L'homme remet son salaire à la femme, et doit lui demander de l'argent lorsqu'il veut s'en servir. Ce contrôle permet à la région de Juchitan, moins riche que d'autres régions du Mexique, d'avoir un taux de malnutrition infantile quasi nul[réf. souhaitée].
La maison et l'héritage passent par les femmes et la naissance d'une fille est donc une grande réjouissance. Les fêtes sont d'ailleurs une occasion constante de partage et de ressourcement du groupe. À l'âge de quinze ans, la jeune fille, quinceañera, est intronisée à la suite d'une cérémonie initiatique. Le mariage fait aussi l'objet de pratiques parallèles aux cérémonies catholiques. À la suite de celles-ci, le mari, perdu pour sa famille, ira vivre dans la maison de sa femme[réf. souhaitée].
À noter aussi la place particulière des hommes homosexuels « au cœur de femme ». Particulièrement bien acceptés, ces muxhes sont les seuls à être admis dans certaines circonstances à partager les rituels ou les activités des femmes[réf. nécessaire].
Les sociétés dominées par les femmes sont assez rares dans le monde. Il faut cependant citer les Mamas-Benz à Lomé et les Moso aux confins de la Chine.

## Filmographie
- 1999 : Les femmes influentes de Juchitan (Las Poderosas Mujeres de Juchitán ), Carmen Butta,  360°, GEO-Reportage, Arte[1]